# 16 Biggest Hits (álbum de Johnny Cash)
16 Biggest Hits es un álbum del cantante country Johnny Cash lanzado en 1999 bajo el sello disquero American Recordings. El álbum contniene canciones muy exitosas de sus tiempos como "Ring of Fire", "Understand Your Man" y "A Boy Named Sue" pero también hay canciones que nunca fueron exitosas pero igual fueron incluidas en este CD como "I Still Miss Someone" y "The Legend of John Henry's Hammer" no hay ningún problema con esas canciones salvo que no fueron tan populares, solo no son tan apropiadas para un CD con semejante nombre.

Cash tuvo 13 canciones #1 entre los años 1956 y 1976, pero en este CD encontraras 8 de ellas.

## Canciones
1. I Walk the Line – 2:43
(Cash)
2. I Still Miss Someone – 2:36
(Cash)
3. The Legend of John Henry's Hammer – 8:26
(Cash)
4. Don't Take Your Guns to Town – 3:02
(Cash)
5. In the Jailhouse Now - 2:22
(Rodgers)
6. Ring of Fire - 2:36
(Cash y Kilgore)
7. Understand Your Man – 2:43
(Cash)
8. The Ballad of Ira Hayes - 4:08
(LaFarge)
9. Folsom Prison Blues (en vivo) – 2:45
(Cash)
10. Daddy Sang Bass - 2:23
(Perkins)
11. A Boy Named Sue (en vivo) - 3:44
(Silverstein)
12. Sunday Morning Coming Down - 4:09
(Kristofferson)
13. Flesh and Blood – 2:37
(Cash)
14. Man in Black – 2:52
(Cash)
15. One Piece at a Time - 4:02
(Kemp)
16. (Ghost) Riders in the Sky - 3:43
(Jones)

## Posición en tablas
Álbum - Billboard (América del Norte)
| Año  | Tabla                        | Posición |
| ---- | ---------------------------- | -------- |
| 1999 | Los mejores 200 de Billboard | 185      |
| 1999 | Álbumes Country              | 18       |
| 2006 | Los mejores 200 de Billboard | 126      |
| 2006 | Álbumes Country              | 26       |